# Episodi di Power Rangers (prima stagione)
La prima stagione della serie televisiva Power Rangers è composta da sessanta episodi, andati in onda negli Stati Uniti nel 1993-1994.
In Italia la stagione è stata trasmessa a partire dal 28 febbraio 1994, dapprima su Italia 1 e successivamente su Canale 5.
| nº | Titolo originale                        | Titolo italiano                                | Prima TV Stati Uniti | Prima TV Italia   |
| -- | --------------------------------------- | ---------------------------------------------- | -------------------- | ----------------- |
| 1  | Day of the Dumpster                     | Il ritorno di Rita Repulsa                     | 28 agosto 1993       | 28 febbraio 1994  |
| 2  | High Five                               | La prima missione dei Power Rangers            | 7 settembre 1993     | 1º marzo 1994     |
| 3  | Teamwork                                | Insieme contro il minotauro                    | 8 settembre 1993     | 2 marzo 1994      |
| 4  | A Pressing Engagement                   | Il potere dei cristalli                        | 9 settembre 1993     | 3 marzo 1994      |
| 5  | Different Drum                          | Il pifferaio magico                            | 10 settembre 1993    | 4 marzo 1994      |
| 6  | Food Fight                              | La fiera dei cibi etnici                       | 4 settembre 1993     | 5 marzo 1994      |
| 7  | Big Sisters                             | Le uova del potere                             | 30 settembre 1993    | 7 marzo 1994      |
| 8  | I, Eye Guy                              | Eyeguy                                         | 14 settembre 1993    | 9 marzo 1994      |
| 9  | For Whom the Bell Trolls                | La leggenda di Tickelsneezer                   | 15 settembre 1993    | 11 marzo 1994     |
| 10 | Happy Birthday, Zack                    | Buon compleanno Zack                           | 16 settembre 1993    | 12 marzo 1994     |
| 11 | No Clowning Around                      | Il diabolico piano di Rita!                    | 17 settembre 1993    | 14 marzo 1994     |
| 12 | Power Ranger Punks                      | Due teppisti fra i Power Rangers               | 20 settembre 1993    | 23 marzo 1994     |
| 13 | Peace, Love, and Woe                    | La signora del male                            | 21 settembre 1993    | 2 aprile 1994     |
| 14 | Foul Play in the Sky                    | Paura nei cieli                                | 22 settembre 1993    | 10 marzo 1994     |
| 15 | Dark Warrior                            | Il guerriero nero                              | 28 settembre 1993    | 4 aprile 1994     |
| 16 | Switching Places                        | Scambio di personalità                         | 4 ottobre 1993       | 8 marzo 1994      |
| 17 | Green With Evil (1): Out of Control     | Green Ranger (prima parte)                     | 5 ottobre 1993       | 15 marzo 1994     |
| 18 | Green With Evil (2): Jason's Battle     | Green Ranger (seconda parte)                   | 6 ottobre 1993       | 16 marzo 1994     |
| 19 | Green With Evil (3): The Rescue         | Green Ranger (terza parte)                     | 7 ottobre 1993       |                   |
| 20 | Green With Evil (4): Eclipsing Megazord | Green Ranger (quarta parte)                    | 8 ottobre 1993       |                   |
| 21 | Green With Evil (5): Breaking the Spell | Green Ranger (quinta parte)                    | 9 ottobre 1993       | 19 marzo 1994     |
| 22 | The Trouble with Shellshock             | Tutti contro Shellshock                        | 11 ottobre 1993      | 21 marzo 1994     |
| 23 | Itsy Bitsy Spider                       | Aracnofobia                                    | 12 ottobre 1993      |                   |
| 24 | The Spit Flower                         | Il fiore sputafiori                            | 19 ottobre 1993      |                   |
| 25 | Gung Ho!                                | Lavoro di squadra                              | 25 ottobre 1993      | 29 marzo 1994     |
| 26 | Life's a Masquerade                     | Ballo in maschera                              | 30 ottobre 1993      | 28 marzo 1994     |
| 27 | Wheel of Misfortune                     | La ruota della sfortuna                        | 1º novembre 1993     | 1º aprile 1994    |
| 28 | Island of Illusion (1)                  | L'isola delle illusioni (prima parte)          | 2 novembre 1993      | 30 marzo 1994     |
| 29 | Island of Illusion (2)                  | L'isola delle illusioni (seconda parte)        | 3 novembre 1993      | 31 marzo 1994     |
| 30 | The Rockstar                            | Il mostro Rockstar                             | 4 novembre 1993      | 5 aprile 1994     |
| 31 | Calamity Kimberly                       | Kimberly è scomparsa                           | 5 novembre 1993      | 6 aprile 1994     |
| 32 | A Star is Born                          | È nata una stella                              | 15 novembre 1993     | 7 aprile 1994     |
| 33 | The Yolk's on You!                      | Caccia all'uovo                                | 16 novembre 1993     | 8 aprile 1994     |
| 34 | The Green Candle (1)                    | La candela verde (prima parte)                 | 17 novembre 1993     |                   |
| 35 | The Green Candle (2)                    | La candela verde (seconda parte)               | 18 novembre 1993     | 11 aprile 1994    |
| 36 | Birds of a Feather                      | L'uccello mostruoso                            | 19 novembre 1993     | 12 aprile 1994    |
| 37 | Clean-Up Club                           | Clean-up Club                                  | 23 novembre 1993     | 13 aprile 1994    |
| 38 | A Bad Reflection on You                 | I finti Power Rangers                          | 27 novembre 1993     | 14 aprile 1994    |
| 39 | Doomsday (1)                            | Il giorno del giudizio (prima parte)           | 29 novembre 1993     | 15 aprile 1994    |
| 40 | Doomsday (2)                            | Il giorno del giudizio (seconda parte)         | 30 novembre 1993     |                   |
| 41 | Rita's Seed of Evil                     | Il seme del male                               | 7 febbraio 1994      | 14 settembre 1994 |
| 42 | A Pig Surprise                          | Un maiale a sorpresa                           | 8 febbraio 1994      | 12 settembre 1994 |
| 43 | Something Fishy                         | Una storia inverosimile                        | 9 febbraio 1994      | 16 settembre 1994 |
| 44 | Lions & Blizzards                       | Il trofeo del nobile leone                     | 10 febbraio 1994     | 13 settembre 1994 |
| 45 | Crystal of Nightmares                   | Il cristallo degli incubi                      | 14 febbraio 1994     | 15 settembre 1994 |
| 46 | To Flea or Not to Flee                  | La pulce di Rita Repulsa                       | 15 febbraio 1994     | 17 settembre 1994 |
| 47 | Reign of the Jellyfish                  | La resa di Jellyfish                           | 16 febbraio 1994     | 19 settembre 1994 |
| 48 | Plague of the Mantis                    | Le mosse della mantide                         | 17 febbraio 1994     |                   |
| 49 | Return of an Old Friend (1)             | Il ritorno di un vecchio amico (prima parte)   | 28 febbraio 1994     |                   |
| 50 | Return of an Old Friend (2)             | Il ritorno di un vecchio amico (seconda parte) | 1º marzo 1994        |                   |
| 51 | Grumble Bee                             | L'ape gigante                                  | 28 aprile 1994       |                   |
| 52 | Two Heads are Better Than One           | Due teste sono meglio di una                   | 29 aprile 1994       |                   |
| 53 | Fowl Play                               | Picchietor                                     | 2 maggio 1994        | 26 settembre 1994 |
| 54 | Trick or Treat                          | L'invasione delle zucche                       | 3 maggio 1994        | 28 settembre 1994 |
| 55 | Second Chance                           | Una seconda possibilità                        | 4 maggio 1994        | 30 settembre 1994 |
| 56 | On Fins and Needles                     | Amici nemici                                   | 5 maggio 1994        |                   |
| 57 | Enter... The Lizzinator                 | Lucertoraptor in azione                        | 6 maggio 1994        |                   |
| 58 | Football Season                         | Il campionato di football                      | 9 maggio 1994        | 5 ottobre 1994    |
| 59 | Mighty Morphin' Mutants                 | I mutanti                                      | 16 maggio 1994       | 3 ottobre 1994    |
| 60 | An Oyster Stew                          | Scontro sottomarino                            | 23 maggio 1994       | 7 ottobre 1994    |

## Il ritorno di Rita Repulsa
- Titolo originale: Day of the Dumpster
- Diretto da: Adrian Carr, Strathford Hamilton
- Scritto da: Tony Oliver, Shuki Levy

### Trama
Due astronauti, esplorando la superficie di un planetoide giunto presso la Luna, scostano uno strano coperchio e liberano la strega spaziale Rita Repulsa, insieme ai suoi quattro tirapiedi: Goldar il guerriero scimmiesco dall'armatura dorata, Finster il creatore di mostri, Baboo e Squatt. Rita Repulsa ricostruisce la sua fortezza sulla Luna e progetta di attaccare la Terra. Nella città di Angel Grove, sulla Terra, ci sono cinque ragazzi amici fra loro, Jason, Zack, Billy, Trini e Kimberly, che si incontrano spesso al bar-centro sportivo Youth Center e vengono talvolta tormentati da due bulletti imbranati: Bulk e Skull. Al momento dell'attacco di Rita Repulsa i cinque vengono teletrasportati in una grande sala computerizzata chiamata Centro di Comando, dove incontrano l'androide Alpha 5 presso il saggio Zordon, intrappolato in due dimensioni. Viene loro rivelato che Rita Repulsa si è liberata dalla prigione in cui era stata rinchiusa millenni prima e che loro sono stati scelti per creare una squadra di supereroi che avrebbe dovuto difendere la Terra dai suoi attacchi. Ciascuno dei ragazzi diviene uno dei Power Ranger, ognuno caratterizzato da un colore diverso e dotato di un robot gigante chiamato zord, ispirato dalla forma di un dinosauro o animale preistorico:
- Jason, il Red Ranger, con il tirannosauro;
- Kimberly, la Pink Ranger, con lo pteranodon;
- Billy, il Blue Ranger, con il triceratopo;
- Zack, il Black Ranger, con il mammut;
- Trini, la Yellow Ranger, con lo smilodonte.

I loro robot si possono unire costituendo il Megazord, un gigantesco androide da combattimento. I ragazzi inizialmente non credono a quanto è stato loro raccontato e Rita Repulsa decide di approfittarne per attaccarli e distruggerli. Ordina dunque a Finster di creare i Puttie, guerrieri grigi poco forti e poco intelligenti che si muovono in gruppo. Quando i ragazzi stanno per essere annientati decidono di provare a utilizzare i loro superpoteri: si trasformano in Power Ranger e li sconfiggono. Si teletrasportano quindi in città per affrontare Goldar, inviato da Rita Repulsa per distruggere la città. Quando quest'ultimo diviene gigantesco i ragazzi evocano i propri dinozord, che si uniscono formando il Megazord; Goldar batte ritirata quando i Ranger evocano la spada del potere. Dopo che sono tornati nel centro di comando Zordon illustra le tre regole fondamentali che, se infrante, causeranno la perdita dei poteri:
- non usare i poteri per scopi personali;
- usare i poteri solo in caso di estrema emergenza;
- non rivelare a nessuno la propria identità da Power Ranger.

## La prima missione dei Power Rangers
- Titolo originale: High Five
- Diretto da: Adrian Carr
- Scritto da: Steve Kramer, Cheryl Saban

### Trama
Rita Repulsa, tramite una navetta spaziale telecomandata, sprigiona un "buco temporale" sopra la città di Angel Grove. Il Blue Ranger, Billy, ha intanto costruito le "ricetrasmittenti", a forma di bracciale, con le quali i Power Ranger possono teletrasportarsi nel Centro di Comando e comunicare tra loro e con Zordon. Il guerriero scheletro Bones viene creato da Finster per ordine di Rita Repulsa con lo scopo di trattenere i Ranger, mentre la città viene risucchiata dal buco temporale. Dopo avere sconfitto un primo attacco dei Puttie i Ranger iniziano il combattimento con Bones in città e tutti vengono teletrasportati nel buco temporale. I ragazzi sconfiggono una prima volta Bones facendolo a pezzi con le loro pistole laser, ma egli comincia a ricomporsi. Billy allora gli stacca la testa, che viene gettata in un cratere da Trini, sconfiggendolo definitivamente. I Ranger riescono poi a sfuggire al buco temporale in tempo prima che esso venga fatto esplodere dagli scagnozzi di Rita Repulsa. Infine Jason, il Red Ranger, è attaccato da un gigantesco cavaliere, che riesce a sconfiggere con il suo Tirannosauro.

## Insieme contro il minotauro
- Titolo originale: Teamwork
- Diretto da: Robert Hughes
- Scritto da: Cheryl Saban

### Trama
Trini e Kimberly sono intente a fare chiudere una discarica troppo inquinante con numerose petizioni. La discarica è in realtà una terribile trappola di Rita Repulsa, che intende anche inviare un mostro sulla Terra. Appena arrivate, infatti, le ragazze vengono attaccate dai Puttie, che però vengono sconfitti. A questo punto interviene Goldar, che costringe le due a trasformarsi in Power Ranger. Intanto Finster crea un mostro identico al Minotauro, che viene inviato sulla terra. Jason, Billy e Zack si trasformano e tentano di affrontarlo, ma il mostro è troppo potente e viene ingigantito con lo scettro di Rita. I Ranger riescono a riunirsi e insieme chiamano i corrispettivi Dinozord, che si combinano nel Megazord, però anch'esso inefficace contro il mostro. Zordon li teletrasporta nel Centro di Comando e consegna loro le armi:
- a Jason una Spada;
- a Billy una Lancia;
- a Kimberly un Arco;
- a Zack un'Ascia;
- a Trini delle Daghe.

I Power Ranger attaccano il Minotauro e riuniscono le armi creando un superfucile che, tramite un potente laser, sconfigge il Minotauro.

## Il potere dei cristalli
- Titolo originale: A Pressing Engagement
- Diretto da: Adrian Carr
- Scritto da: Jeff Deckman, Ronnie Sperling

### Trama
Jason, il Red Ranger, ha difficoltà nel battere il record di sollevamento pesi. Rita Repulsa nota la sua debolezza e decide di attaccarlo: Finster crea un mostro egizio, King Sphinx, e Rita lo invia sulla città. Kimberly, Jason e Zack si trasformano e lo raggiungono, ma King Sphinx allontana Zack e Kimberly con il vento prodotto dalle sue ali. Il mostro, rimasto solo con Jason, si teletrasporta insieme a lui in un deserto dove iniziano un duro combattimento. Goldar viene inviato in aiuto a King Sphinx e Rita li ingigantisce con il potere del suo scettro. Dalla sfera di osservazione del Centro di Comando gli altri Ranger osservano la lotta, preoccupati per il loro amico, ma Zordon li informa che è possibile aiutarlo grazie ai Cristalli del Potere: cristalli con i poteri dei Ranger, tramite i quali possono apparire in qualunque posto. Zordon, tramite la spada di Jason, gli invia i cristalli con i quali permette ai suoi compagni di raggiungerlo. I Ranger evocano gli Zord che si uniscono nel Megazord. Una volta saliti a bordo potenziano Megazord con i cristalli del potere e usano la Spada del potere per sconfiggere King Sphinx, mentre Goldar batte in ritirata. Jason batte il record di sollevamento pesi, incoraggiato dai suoi amici.

## Il pifferaio magico
- Titolo originale: Different Drum
- Diretto da: Jeffrey Reiner
- Scritto da: Julianne Klemm

### Trama
Kimberly tiene lezioni di danza allo Youth Center e anche Billy sembra interessato, anche se molto maldestro. Rita Repulsa decide di mandare un mostro sulla Terra, così ordina a Finster di creare un mostro musicale che catturi alcuni ostaggi per poi attirare e distruggere i Power Ranger. Finster crea allora un orrido Orco che, suonando la sua fisarmonica magica, ipnotizza le allieve di Kimberly tranne Melissa (ragazza affetta da sordità). Quest'ultima, vedendo le amiche in difficoltà, chiede aiuto ai ragazzi che si recano nel nascondiglio del mostro e, dopo avere ordinato a Melissa di nascondersi, si trasformano in Power Ranger e iniziano a combatterlo. Dopo una lunga lotta i Ranger uniscono le armi e, sparando, riescono a sconfiggere l'Orco. Rita però ricompone i pezzi del mostro con il suo scettro riportandolo in vita e trasformandolo in un gigante. I Ranger evocano allora gli zord che si uniscono nel Megazord. Durante il duello Megazord disarma il mostro della sua fisarmonica magica e, con la spada del potere, lo sconfigge definitivamente. Le ragazze vengono liberate e si recano tutti al Youth Center per festeggiare Melissa che invita Billy a ballare con lei. Inaspettatamente Billy si dimostra un ottimo ballerino.

## La fiera dei cibi etnici
- Titolo originale: Food Fight
- Diretto da: Robert Hughes
- Scritto da: Cheryl Saban

### Trama
Al Youth Center si sta svolgendo un festival di cibi etnici per accumulare i fondi per l'asilo di Angel Grove. Per colpa di Bulk e Skull durante la fiera scoppia una battaglia di cibo. Rita Repulsa ordina a Finster di creare un mostro che divori tutto il cibo sulla Terra; Finster le crea il "Maiale Grasso", un mostro che viene inviato in città. Intanto la guerra del cibo viene fermata dall'infuriato preside, che ordina ai Ranger di ripulire tutto. Zordon richiama i Ranger al Centro di Comando e mostra a loro il pericolo che costituisce il Maiale Grasso che, secondo i suoi conti, potrebbe divorare tutte le scorte della Terra in soli due giorni. Ordina quindi ai ragazzi di trasformarsi e di eliminare il mostro. I Power Ranger si scontrano, ma il Maiale Grasso ingoia le loro armi. Il mostro così li sconfigge e poi si reca alla fiera del cibo divorando tutto. I ragazzi scoprono che il Maiale Grasso detesta il cibo piccante, quindi si trasformano di nuovo in Power Ranger e tramite un'esca al peperoncino piccante fanno vomitare il mostro recuperando le loro armi; così, unendole, lo eliminano definitivamente. Nonostante il disastro la fiera ha comunque raccolto abbastanza soldi.

## Le uova del potere
- Titolo originale: Big Sisters
- Diretto da: Jeffrey Reiner
- Scritto da: Gary Glasberg, Shuki Levy

### Trama
Trini e Kimberly devono fare da baby-sitter a una ragazzina di undici anni chiamata Maria. Rita Repulsa nel frattempo intende impossessarsi delle "Uova del potere", celate in uno scrigno all'interno di una grotta. Nel tentativo di prenderle Squatt viene folgorato da alcuni pali magici che proteggono lo scrigno. Intanto Trini, Kimberly e Maria stanno facendo un picnic nel bosco ma vengono attaccate dai Puttie, che rapiscono inspiegabilmente Maria. Trini e Kimberly vanno dai ragazzi a riferire l'accaduto. I cinque tentano di teletrasportarsi, ma le ricetrasmittenti sono difettose. Billy porta i suoi amici nel suo garage e gli mostra la sua ultima invenzione: lo "Stramaggiolone", un'auto tecnologica volante che riesce a portarli nel Centro di Comando. Zordon spiega che Rita vuole le uova del potere, uova magiche capaci di conferire un illimitato potere a chiunque ne sia in possesso. Per questo furono segregate millenni prima da maghi chiamati i Maestri della trasformazione e possono essere toccate solo da un essere puro e innocente: per questo ha rapito Maria e l'ha costretta minacciandola con un Pollo mostruoso, l'ultima creazione di Finster. I Ranger si recano nel punto dove si trovavano i nemici con le uova del potere e trasformandosi riescono a fare cadere le pericolose uova in mare. I cattivi però hanno ancora in ostaggio Maria, che legano su un alto albero. I Ranger evocano i Dinozord che si uniscono formando il Megazord. Il mostro-pollo taglia la fune di Maria, ma Megazord l'afferra con la mano e la deposita sana e salva a terra. Rita Repulsa allora ingigantisce il pollo con il suo scettro, ma Megazord evoca la spada del potere e sconfigge il mostro. Kimberly, Trini e Maria possono passare il resto della giornata in tranquillità.

## Scambio di personalità
- Titolo originale: Switching Places
- Diretto da: Jeffrey Reiner
- Scritto da: Steve Kramer, Shuki Levy

### Trama
Una notte Squatt si intrufola nella casa di Billy e manomette la sua nuova creazione, un macchinario per la comunicazione mentale. Il giorno dopo Billy mostra a Kimberly l'invenzione e la testano. Per colpa del sabotaggio l'esperimento finisce male e Billy scambia la sua personalità con quella di Kimberly. Intanto gli scagnozzi di Rita Repulsa evocano un mostro arabo dal capo di sciacallo chiamato "Genio", che viene inviato sulla Terra nella sua lampada con il compito di distruggere i Ranger. Zordon percepisce il pericolo e manda i Power Ranger a combatterlo. Gli eroi vengono sconfitti dalle forze di Genio e sono costretti a ritirarsi al Centro di Comando. Zordon spiega che per sconfiggere Genio devono credere in loro stessi e unire i loro poteri. Rita ingigantisce Genio e quindi i Power Ranger evocano il Megazord e combattono. Alpha 5 intanto scopre che il potere di Genio risiede nella sua lampada. Alpha 5 e Zordon distruggono così la lampada, annientando Genio. Dopo avere riparato il dispositivo Billy e Kimberly riescono a tornare normali.

## Eyeguy
- Titolo originale: I, Eye Guy
- Diretto da: David Blyth
- Scritto da: Stewart St. John

### Trama
Il Bambino prodigio Willie, amico di Billy, ha creato un dispositivo per la realtà virtuale e con esso spera di vincere la gara scientifica. Rita Repulsa, attirata dalla genialità del bambino, tenta di catturarlo mandando i Puttie, che però falliscono a causa dell'intervento di Billy e degli altri Ranger. Rita allora evoca Eyeguy, un orribile mostro fatto interamente di occhi che è capace di catturare e derubare le vittime della loro intelligenza. Intanto, durante gara scientifica, Willie viene ingiustamente squalificato per colpa dell'intervento di Bulk e Skull. Il ragazzino passeggia scoraggiato per il parco quando viene catturato da Eyeguy. I Power Ranger si recano al Centro di comando e Zordon spiega loro che, per sconfiggere Eyeguy e liberare Willie, devono colpire il suo occhio centrale. I Power Ranger si scontrano così con lui, che però si dimostra imbattibile. Solo Billy, usando la sua lancia, colpisce l'occhio centrale di Eyeguy, ferendolo gravemente. Rita, infuriata, ricostruisce e ingrandisce il mostro con il suo scettro e i Power Ranger, usando il Megazord, sconfiggono Eyeguy una volta per tutte liberando Willie. Una volta tornati alla gara scientifica il giudice si scusa con Willie per averlo ingiustamente squalificato e dopo avere testato il suo dispositivo, lo premia con la prima posizione.

## Paura nei cieli
- Titolo originale: Foul Play in the Sky
- Diretto da: Shuki Levy
- Scritto da: Shuki Levy

### Trama
Kimberly sta per fare un volo in aereo con lo zio Sam (che fa di mestiere il pilota) accompagnati da Bulk e Skull. Squatt, per ordine di Rita, droga la bevanda di Sam, che durante il volo perde i sensi; Finster crea per Rita Repulsa un nuovo mostro chiamato "Serpentolr", una bestia orribile metà lucertola e metà cobra, che inizia ad assediare il parco di Angel Grove. I quattro Power Ranger provano a combatterlo, ma il mostro si rivela molto potente. Kimberly riesce ad atterrare grazie alle indicazioni di Alpha 5, dopodiché si trasforma in Pink Ranger e raggiunge i suoi compagni. Usando il suo arco Kimberly colpisce il mostro nel suo punto debole, distruggendolo.

## La leggenda di Tickelsneezer
- Titolo originale: For Whom the Bell Trolls
- Diretto da: Robert Hughes
- Scritto da: Jeff Deckman

### Trama
È la settimana degli hobby nel liceo di Angel Grove e Trini mostra la sua collezione di bambole, ognuna appartenente a culture diverse. Il pezzo più lodato da Trini è il "Signor Tickelsneezer": un folletto che secondo una leggenda raccoglie tutti gli oggetti che possono dargli interesse dentro la sua bottiglia magica. Rita Repulsa, indispettita dal fatto che da bambina non poteva giocare con le bambole, manda Squatt a trasformare Tickelsneezer in un mostro grazie a un marchingegno di Finster mentre Trini dorme, e lo teletrasporta nel covo di Rita, la quale gli ordina di andare sulla Terra e catturare ogni cosa con la sua bottiglia, anche i Power Ranger. Intanto Billy e Trini vanno in macchina alla ricerca di chi abbia rubato Tickelsneezer, quando proprio quest'ultimo li intrappola nella sua bottiglia magica. Gli altri Ranger vengono avvertiti da Zordon che Billy e Trini sono prigionieri del nuovo mostro di Rita. I Ranger si trasformano e, dopo un rocambolesco combattimento, Kimberly libera Billy e Trini dalla bottiglia del folletto, così si trasformano anche loro. Rita ingigantisce Tickelsneezer e i Ranger evocano gli Zord che si uniscono nel Megazord, ma Tikelsneezer cattura il robot con la sua bottiglia; allora i Ranger evocano la spada del potere e riescono a liberarsi, dopodiché prendono la bottiglia e tentano di catturare Rita, che però riesce a fuggire. Dopo avere sottomesso Tickelsneezer i Ranger gli ordinano di liberare tutti gli oggetti che ha preso. Improvvisamente Trini si risveglia a letto con il pupazzo del signor Tickelsneezer al suo posto. Era solo un sogno!

## Buon compleanno Zack
- Titolo originale: Happy Birthday, Zack
- Diretto da: Jeffrey Reiner
- Scritto da: Stewart St. John

### Trama
È il giorno del compleanno di Zack, il Black Ranger, perciò i suoi amici fanno finta di dimenticarsene: in realtà gli stanno preparando una grande festa a sorpresa. Rita Repulsa coglie al volo l'occasione e decide di fargli un "regalo": il Cavaliere Perfido, un guerriero con l'armatura nera che viene creato da lei e da Finster. Zack intanto passeggia in montagna tristemente, credendo che i suoi amici si siano dimenticati del suo compleanno, quando improvvisamente viene attaccato dal Cavaliere Perfido; quindi si trasforma in Power Ranger e tenta di finire il mostro con la sua ascia, ma durante la lotta il Cavaliere la colpisce ripetutamente con la sua spada e Zack si rende conto che si è rovinata. Zordon avverte i Ranger del pericolo e si trasformano anche loro, dopodiché raggiungono il loro amico. Il Cavaliere Perfido colpisce con la sua spada le armi dei Power Ranger, che si rovinano come quella di Zack. Rita ingigantisce il suo mostro con il potere del suo scettro e dunque i Ranger evocano i Dinozord, che si uniscono formando il Megazord. I Ranger evocano la spada del potere, ma anch'essa si rovina dopo essere stata colpita da quella del Cavaliere Perfido. Zack intuisce che la spada del nemico è capace di riflettere la forza dell'arma che l'ha colpita. Così i Ranger usano la sua stessa mossa distruggendo la spada del Cavaliere Perfido, per poi infliggergli il colpo di grazia. I Ranger guidano Zack al Youth Center e festeggiano il suo compleanno.

## Il diabolico piano di Rita!
- Titolo originale: No Clowning Around
- Diretto da: Adrian Carr
- Scritto da: Mark Hoffmeier

### Trama
Un giorno i Ranger vanno al luna park accompagnati da Silvia, la cuginetta di Trini. Nel parco in realtà è presente una terribile trappola di Rita Repulsa. Infatti i clown sono Puttie e uno di loro, che parla, è un nuovo mostro di Finster: l'"Ananas-Piovra", un mostro tentacolare capace (tramite una polvere magica) di trasformare ogni essere vivente in una sagoma di cartone e che infatti trasforma Silvia in cartone. Jason, che viene avvertito da Zordon del fatto che il luna park è in realtà trappola di Rita, ordina a Trini di portare Silvia al garage di Billy e fare teletrasportare Alpha 5 per curarla. I Ranger riescono a fare evacuare il parco; i clown presenti allora si trasformano in Puttie, che vengono sconfitti dai ragazzi. L'ultimo clown si tramuta nell'Ananas-Piovra e inizia a combattere con i Power Ranger finché Rita lo ingigantisce con i suoi poteri. Intanto Alpha riesce a curare Silvia bagnandola con l'acqua. Una volta risolto questo problema Trini si trasforma in Power Ranger e raggiunge gli altri, che insieme evocano i dinozord e mettono in atto il loro piano: Zack, usando il soffio congelante del suo Mammut, congela il mostro gigante, dopodiché tutti gli zord si combinano nel Megazord e tramite un potente raggio laser distruggono l'Ananas-Piovra. Alla fine i Ranger continuano a divertirsi insieme a Silvia al luna park.

## Green Ranger (prima parte)
- Titolo originale: Green with Evil: Part I
- Diretto da: Robert Hughes
- Scritto da: Gary Glasberg, Stewart St. John

### Trama
È il torneo di karate al Youth Center, dove Jason fa una serie di round con un ragazzo chiamato Tommy molto abile nelle arti marziali. Rita Repulsa, sorpresa dalle capacità combattive del giovane, pensa di fare di lui il Green Ranger, un malvagio ranger con la tuta verde. La strega mette alla prova Tommy: lo attacca con alcuni Puttie che vengono eroicamente sconfitti dal ragazzo. Rita allora lo teletrasporta nella sua sfera di cristallo e gli conferisce i poteri da Green Ranger, dandogli molta malvagità. Rita gli ordina di andare a distruggere il Centro di comando, così grazie alla sua moneta del potere Tommy entra al Centro di comando, disattiva Alpha 5 e danneggia gravemente le apparecchiature per mantenere il collegamento con Zordon, che infatti scompare dal suo cilindro di comunicazione. Intanto Goldar diventa gigante grazie a Rita e i Ranger si trasformano ed evocano gli zord che si uniscono nel Megazord. In questo istante il Green Ranger salta all'interno del Megazord e ferisce i Ranger catapultandoli fuori, dove dopo in un rocambolesco combattimento il Green Ranger ha la meglio. Alpha teletrasporta i Ranger in tempo nel Centro di comando danneggiato, ma il robot si disattiva di nuovo e Zordon non riappare. Per i Ranger si prevede una lunga battaglia.

## Green Ranger (seconda parte)
- Titolo originale: Green with Evil: Part II
- Diretto da: Robert Hughes
- Scritto da: Cheryl Saban, Stewart St. John, Tom Wyner

### Trama
I Ranger sono molto preoccupati per lo stato disastroso del Centro di comando, ma soprattutto per avere perso il contatto con Zordon. Billy però riesce a riattivare Alpha 5 e iniziano a riordinare i comandi. Intanto Rita Repulsa è intenta a donare a Tommy, il suo malvagio Green Ranger, la "Spada delle tenebre" con la quale Rita può mantenere la malvagità di Tommy. Il Green Ranger però deve affrontare una difficile prova: sconfiggere un intero esercito di Puttie. Egli però riesce nell'impresa e riceve la spada. Jason va a trovare Tommy per darsi un appuntamento di addestramento, ma quando Jason si gira Tommy lo teletrasporta in una prigione dimensionale di Rita, dove lo aspetta Goldar con in mano il suo Metamorpher, l'unica cosa che può riportarlo indietro. Intanto Zack e Kimberly, usando lo Stramaggiolone di Billy, arrivano al Centro di comando dove si trovano Trini e Billy, che a malapena riescono a contattare Zordon finché della sfera di osservazione vedono il Green Ranger all'attacco e si trasformano in Power Ranger e si battono. Tommy ha la meglio e i Ranger sono costretti a chiamare gli zord che si uniscono nel Megazord. Di fronte a questo pericolo il Green Ranger si ritira. I Ranger si fanno una domanda: dov'è Jason? Infatti è prigioniero di Rita, in pugno a Goldar.

## Green Ranger (terza parte)
- Titolo originale: Green with Evil: Part III
- Diretto da: Robert Hughes
- Scritto da: Mark Ryan, Stewart St. John

### Trama
Goldar tiene prigioniero Jason nella prigione dimensionale di Rita e lo sta per finire. Intanto Zack e Kimberly cercano disperatamente Jason per poi però preoccuparsi di Tommy: lo inseguono fino al parco, dove vengono attaccati dai Puttie. Dopo averli sconfitti però si rendono conto che non avevano attaccato Tommy, che infatti è scomparso. Nel frattempo Rita Repulsa evoca un'altra sua alleata: Scorpina, un'incantevole ma forte guerriera dall'armatura dorata. Quando Goldar sta per finire Jason interviene il Green Ranger (Tommy) che manda via Goldar sostenendo, mentendo, di essere stato inviato da Rita per finire il Red Ranger. Dopo una breve battaglia Jason riesce a recuperare il suo Metamorpher e si teletrasporta sano e salvo nel Centro di comando fra i suoi amici, a cui racconta l'accaduto. Tommy, per non avere eseguito gli ordini, viene severamente punito da Goldar, mentre Scorpina scende in città con un battaglione di Puttie. I Ranger si trasformano e combattono contro Scorpina, che umilmente si ritira. I Ranger tornano al Centro di comando e ragionano: stranamente Tommy e il Green Ranger si intersecano. Alpha 5 riesce quasi a contattare Zordon, quando la città viene improvvisamente attaccata da Goldar gigante.

## Green Ranger (quarta parte)
- Titolo originale: Green with Evil: Part IV
- Diretto da: Robert Hughes
- Scritto da: Cindy McKay, Sindy McKay, Stewart St. John

### Trama
I Ranger osservano Goldar gigante assediare la città e quindi decidono di trasformarsi; i Metamorpher non funzionano per via della grossa quantità di energia che hanno usato per cercare Zordon, ma Billy riesce a rimettere a posto i comandi per potersi trasformare. Bulk e Skull, i due bulli imbranati, tentano di fuggire da Goldar in un bus, ma Goldar prende in ostaggio il mezzo con i due a bordo. I Ranger evocano gli zord che si uniscono nel Megazord e salvano i due ragazzi. Intanto il Green Ranger si teletrasporta di nuovo nel Centro di comando e interrompe il quasi riuscito collegamento con Zordon, ma prima che possa commettere un altro guaio Alpha 5 riesce a imprigionarlo in un campo di forza. Rita repulsa ingigantisce Scorpina che al posto di diventare solo gigante come Goldar, si trasforma anche in un terrificante mostro munito di pungiglione che affianca Goldar gigante. Dopodiché Rita, grazie a un incantesimo, riesce a creare un'eclissi solare che indebolisce il Megazord (che infatti funziona a energia solare) ma i Power Ranger evocano la spada del potere che conferisce al Megazord abbastanza energia. Il Green Ranger si teletrasporta fuori dal Centro di comando e anche lui diventa un gigante grazie ai poteri di Rita e si unisce a Goldar e a Scorpina. I tre mostri sconfiggono il Megazord; i Ranger si teletrasportano fuori dal robot in tempo prima che gli zord sprofondino nelle viscere della Terra. I ragazzi sono disperati, ma grazie ad Alpha (che insieme al campo si forza aveva installato un programma capace di vedere attraverso la tuta da Ranger), scoprirono la terribile verità: Tommy è il Green Ranger!

## Green Ranger (quinta parte)
- Titolo originale: Green with Evil: Part V
- Diretto da: Robert Hughes
- Scritto da: Gary Glasberg, Stewart St. John

### Trama
I Ranger capiscono che Tommy è il terribile Green Ranger di Rita Repulsa, e adesso che non hanno più Zordon, né i dinozord, non sanno che cosa fare. Rita Repulsa nel frattempo dona al suo Green Ranger il proprio Zord: il Dragonzord (vagamente simile a Godzilla) che, evocato da Tommy, inizia a distruggere la città. I Ranger riescono a trasformarsi, ma possono ben poco contro la furia di Dragonzord, che adesso è pilotato da Tommy. Alpha 5 intanto riesce a ristabilire perfettamente il collegamento con Zordon, che finalmente ricompare. I Power Ranger, che ora sono potenziati grazie alla presenza di Zordon, vengono teletrasportati nel sottosuolo dove risvegliano i propri Dinozord che risorgono e si combinano nel Megazord; Zordon spiega che l'unico modo per fermare Tommy è distruggere la sua arma principale, cioè la spada delle tenebre, con la quale Tommy è malvagio. Dopo avere sconfitto Dragonzord, facendo catapultare fuori dallo zord il Green Ranger, Jason salta fuori dal Megazord e inizia a combattere contro Tommy. Dopo un feroce combattimento Jason riesce a disarmare Tommy e a distruggere la spada delle tenebre con la sua pistola laser. Tommy quindi torna buono, ma non ricorda nulla. I Ranger, dopo essersi tolti le tute, lo raggiungono e gli spiegano che era il terribile guerriero di Rita e gli consigliano di unirsi a loro. Tommy saggiamente accetta e diventa il Green Ranger. Zordon, per dimostrare la loro alleanza, unisce i cinque Zord con il Dragonzord e formano un nuovo tipo di Megazord: Il Megadragonzord. Tornati al Centro di comando con il nuovo compagno Billy regala a Tommy la sua ricetrasmittente e il suo cristallo del potere, dopo di che Zordon gli illustra le tre regole fondamentali dei Power Ranger.

## Tutti contro Shellshock
- Titolo originale: The Trouble with Shellshock
- Diretto da: David Blyth
- Scritto da: Julianne Klemm, Stewart St. John

### Trama
I Ranger, durante una bella mattinata, giocano a basket nel parco di Angel Grove. Baboo e Squatt, due scagnozzi di Rita, utilizzando di nascosto la macchina di Finster per i mostri creando Shellshock, una tartaruga mostruosa con un semaforo impiantato sul guscio. Prima di usarlo i due inviano i Puttie sulla Terra, ma i Ranger li sconfiggono ugualmente e avvistano Shellshock fra i cespugli; quindi si trasformano in Power Ranger ma il mostro fa partire di corsa Trini con il raggio verde del semaforo per poi immobilizzare Billy, Zack e Kimberly con il raggio rosso. Jason è l'unico che riesce a salvarsi e teletrasporta i suoi tre amici al Centro di comando per trovare un rimedio. Zordon risponde che l'unica cura è il polline una pianta chiamata "Deandra" che vive sull'"Isola della speranza" di cui Trini, inviata da lui, stava andando a prendere un campione. Rita Repulsa ingigantisce Shellshock che inizia a distruggere la città. Di fronte a questa emergenza Jason decide di andare a combattere da solo con il suo Tirannosauro Dinozord, che però cede ai colpi della tartaruga. Intanto Trini, riuscita nel suo intento, guarisce i suoi tre amici e sé stessa, dopodiché Zordon invia Tommy che dopo essersi trasformato evoca il Dragonzord che affianca lo zord di Jason. Insieme sconfiggono Shellshock. I ragazzi tornano a giocare a basket e nessuno riesce a battere Zack. Inaspettatamente Billy lo batte.

## Aracnofobia
- Titolo originale: Itsy Bitsy Spider
- Diretto da: Robert Hughes
- Scritto da: Steve Kramer

### Trama
Trini e Billy tentano disperatamente di fare firmare più petizioni possibili per salvare la "Statua dello Spirito della foresta", che dovrebbe essere abbattuta dal consiglio comunale. Vogliono salvarla perché secondo una leggenda la statua proteggerebbe la città dagli insetti nocivi, ma i fiori che ha sulla testa ricordano che ci sono anche molti insetti utili. Bulk e Skull, i due bulli, liberano gli insetti che erano stati messi in esposizione e in quell'occasione si scopre che Zack ha paura degli insetti e dei ragni. Di notte Baboo e Squatt, insieme ai Puttie, rubano la statua e la portano al cospetto di Rita Repulsa, che ordina la creazione di un mostro: Finster le crea un mostro simile a un ragno che avrebbe nascosto in una copia esatta della statua insieme ad alcune farfalle dotate di una polvere soporifera. Il giorno dopo i Ranger (Jason, Kimberly, Billy e Trini) escono nel bosco per cercare nuovi insetti per la scuola e vengono attaccati dai Puttie, che però vengono sconfitti. Nel frattempo Zack sta dando lezioni di Hip-Hop Kido e i suoi allievi vengono addormentati dalla polvere delle farfalle; solo Zack riesce a sfuggirgli. Il Black Ranger capisce che c'è qualcosa che non va e si dirige nel punto dove si trova la statua e scopre che quest'ultima al posto dei fiori ha serpenti sulla testa, simbolo di Rita. Zack si trasforma e usando la sua ascia distrugge la falsa statua. A questo punto esce fuori il mostro-ragno, che inizia a combattere contro il Black Ranger. Zordon manda in aiuto gli altri Ranger che si trasformano e insieme, dopo che il mostro-ragno viene ingigantito da Rita, evocano gli zord che si uniscono nel Megazord. L'androide però viene sconfitto dal mostro e gli Dinozord si dividono. Zack tenta di congelare il ragno con il soffio congelante del suo Mammut Dinozord, ma questo non basta per fermarlo. Zordon invia in loro aiuto Tommy, che richiama il Dragonzord. Zack, Trini, Billy e Tommy uniscono i propri zord che si uniscono nel Megadragonzord, che finalmente elimina il mostro-ragno. Gli alunni di Zack si risvegliano e la vera statua ritorna al suo posto, e non verrà abbattuta.

## Due teppisti fra i Power Rangers
- Titolo originale: Power Ranger Punks
- Diretto da: David Blyth
- Scritto da: Mark Hoffmeier

### Trama
È una bella mattinata e i Ranger giocano allegramente a pallavolo al parco di Angel Grove. Baboo, uno scagnozzo di Rita, crea una pozione malefica capace di rendere chiunque malvagio; così, mentre i Ranger vengono attaccati dai Puttie, Baboo versa un po' di pozione nei bicchieri d'acqua di Kimberly e Billy. Dopo avere sconfitto i Puttie i due Ranger bevono senza saperlo la pozione malefica e diventano due bulletti spregevoli. Rita Repulsa, notando il piano di Baboo, decide di approfittarne per attaccare la Terra mandando uno spaventoso mostro, il "Rospo Orribile", capace di inghiottire senza problemi i nemici. Billy e Kimberly vengono teletrasportati al Centro di comando e rinchiusi in una gabbia elettrifficata, dopodiché Zordon spiega agli altri Ranger che per curarli bisogna prendere una pianta che vive nei vuoti temporali: la Cucurmyta Canteryna, una piantina dal verso stridulo (che Zordon ha usato millenni fa per sconfiggere alcuni Puttie che lo attaccavano). Proprio quando i Ranger stanno per partire il Rospo Orribile attacca la città e i ragazzi sono costretti a trasformarsi e combattere. Nello scontro Zack e Trini vengono ingoiati dal Rospo e solo Jason rimane ad affrontarlo. Visto che i Power Ranger sono occupati Zordon manda Alpha 5 in un vuoto temporale a prendere un campione di Cucurmyta, ma proprio quando la afferra i Puttie attaccano il robot. Esso però li sconfigge grazie a un sistema elettrico di difesa e una volta tornato nel Centro di comando prepara un estratto di ninfa di Cucurmyta, che fa fa bere a Billy e Kimberly. I due, vedendo che i loro amici sono in pericolo, decidono di aiutarli: Zordon spiega che per sconfiggere il Rospo Orribile bisogna prima tagliare il suo corno magico e poi colpirlo nel suo punto debole, situato sotto il collo. I due Ranger si trasformano e raggiungono Jason, che però viene ingoiato dal mostro. Anche Billy viene ingoiato, ma prima di ciò riesce a staccare il corno magico del mostro. Kimberly, colpendo il punto debole del Rospo Orribile, libera i suoi amici, per poi dare il colpo di grazia al mostro con il suo arco.
- Curiosità: la scena in cui Zordon combatte i Puttie (prima e unica scena dove appare il corpo della guida spirituale dei Power Ranger, se non si considera il film) è tratta dalla serie originale Zyuranger, che rappresenta un attacco alla controparte di Zordon, il mago Barza. Egli in originale cerca la radice di mandragola (pianta magica nota proprio per il suo urlo) per lo stesso motivo (anche se in originale la cura è la risata della mandragola).

## Il fiore sputafiori
- Titolo originale: The Spit Flower
- Diretto da: David Blyth
- Scritto da: Peggy Nicoll

### Trama
Kimberly sta per finire di costruire il suo modellino di carro che farà sfilare alla parata di Angel Grove. Rita Repulsa, indispettita, manda i Puttie nel Youth Center vuoto e, nonostante Tommy e Kimberly riescono a sconfiggere i mostri, essi distruggono il modellino della Pink Ranger. Kimberly è disperata perché i modellini da carro venivano consegnati quello stesso giorno. Rita fa creare a Finster il "Fiore Sputafiori", un mostro vegetale a forma di orchidea capace di inghiottire i fiori e poi risputarli trasformandoli in orrendi boccioli dentati. Zordon percepisce il pericolo e invia i Ranger a combattere il mostro, ma essi cadono sotto i colpi del Fiore Sputafiori, che oltretutto viene ingigantito da Rita e sta per stritolare i Power Ranger. Zordon invia in loro aiuto Tommy, che si trasforma ed evoca il Dragonzord, che salva i suoi amici. Trini, Zack e Billy uniscono i loro dinozord al Dragonzord che diventa Megadragonzord, ma anche lui è troppo poco potente contro il Fiore Sputafori. Zordon teletrasporta in tempo i Power Ranger al Centro di comando e spiega che la struttura corporea del Fiore Sputafiori è praticamente impenetrabile, ma se gli si verrà distrutta la stima il mostro non potrà più produrre fiori mostruosi. I Power Ranger attaccano il mostro al parco (che intanto era ritornato in dimensioni normali) e Kimberly colpisce con il suo arco la stima del Fiore Sputafiori; adesso che il mostro è vulnerabile i Ranger uniscono le armi e gli danno il colpo di grazia. Di nascosto Tommy e Alpha 5 ricostruiscono il modellino del carro di Kimberly per poi consegnarlo, così potrà sfilare alla parata.

## Ballo in maschera
- Titolo originale: Life's a Masquerade
- Diretto da: Robert Hughes
- Scritto da: Mark Ryan, Cheryl Saban

### Trama
Al Youth Center si stanno facendo i preparativi per una festa in maschera. Rita Repulsa, decisa ad attaccare la terra, fa creare a Finster un mostro identico al mostro di Frankenstein e lo invia sulla Terra. Durante la festa i Ranger mascherati notano il loro amico robot, Alpha 5, ma non si preoccupano perché tutti lo avrebbero scambiato per un ragazzo travestito. Nella festa capita anche il mostro di Rita, che però tutti, anche i Ranger, scambiano per un altro ragazzo in costume. Billy è l'unico che vede qualcosa di strano in lui e insegue Frankenstein fino a una grotta segreta, dove il Blue Ranger scopre Finster con un enorme macchinario che, come diceva lui, stava creando una miscela per i "Super-Puttie". Il mostro trova Billy, che si trasforma e comincia a combattere; nonostante la creatura abbia la meglio il Power Ranger riesce a sfuggirgli e va a segnalare il pericolo ai suoi amici, che si trasformano in Power Ranger. Tommy, che stava giusto per entrare nel locale, viene aggredito dai Puttie. Il mostro viene ingigantito da Rita e i Power Ranger evocano gli Dinozord che si uniscono nel Megazord; però il mostro di Rita ha decisamente la meglio. Tommy nel frattempo è riuscito a sconfiggere i Puttie. Zordon lo avverte del pericolo e Tommy si trasforma in Green Ranger ed evoca il Dargonzord. Alla vista dell'amico il Megazord si toglie il Mammut, Triceratopo e Smilodonte Dinozord che si uniscono con il Dragonzord diventando Megadragonzord, che finalmente riesce a sconfiggere il nemico. Durante la festa in maschera Tommy si traveste dal mostro sconfitto e Alpha 5 vince il primo premio per il miglior costume.

## Lavoro di squadra
- Titolo originale: Gung Ho!
- Diretto da: Robert Hughes
- Scritto da: Mark Hoffmeier

### Trama
Tommy e Jason devono partecipare a un torneo di arti marziali dove si coopera a coppia, ma i due non riescono ad andare d'accordo. Dovranno imparare in fretta, perché i due sfidanti di Bulk e Skull sono molto abili. Nel frattempo Rita Repulsa, grazie a una speciale miscela di Finster, riesce a creare i Super-Puttie, Puttie invincibili con gli occhi rossi. Trini e Kimberly vengono aggredite dai Super-Puttie al parco e Zordon invia in aiuto a loro gli altri Ranger, che però cadono sotto i colpi dei Super-Puttie. Zordon li teletrasporta in tempo nel Centro di comando e spiega che i Super-Puttie sono la nuova specie di guerrieri di Rita, che riescono a rigenerarsi a ogni male subito. Zordon consegna una mappa strappata in due a Jason e Tommy (ognuno dei due ne possiede la metà) che mostrava dove trovare un punto dove si trovano alcune armi capaci di distruggere i Super-Puttie, mentre gli altri Ranger dovevano trattenere i mostri. Kimberly, Trini, Zack e Billy si trasformano in Power Ranger e attaccano i Super-Puttie, ma a ogni colpo subito i mostri si rigenerano sempre più potenti. Intanto Jason e Tommy (continuando a non andare d'accordo) trovano un altopiano con in cima varie statue raffiguranti gli animali degli Zord con uno scrigno dove, secondo la mappa, si trovavano le armi da usare contro i Super-Puttie. Ma appena i due Ranger si incamminano un immenso Dinozord bianco a forma di Brachiosauro li attacca. Jason e Tommy si trasformano in Power Ranger e finalmente, imparando a cooperare insieme, riescono a raggiungere le armi schivando i colpi dello Zord. I due raggiungono gli altri in difficoltà e dandogli le potenti armi, sconfiggono finalmente i Super-Puttie. A missione compiuta Zordon illustra che il Dinozord posto a guardia alle armi si chiama Titanos, e diventerà un nuovo componente zord. Durante il torneo di arti marziali cooperate Tommy e Jason vincono gli atleti di Bulk e Skull, facendo un buon lavoro di squadra.

## L'isola delle illusioni (prima parte)
- Titolo originale: Island of Illusion: Part I
- Diretto da: Terence H. Winkless
- Scritto da: Shuki Levy, Chris Schoon

### Trama
Zack ha poca fiducia in sé stesso per la gara di ballo in programma per quella sera, nonostante sia un bravissimo ballerino. Rita Repulsa decide di assediare la Terra e, quando la attacca, i Ranger fuggono tranne Tommy, che si occupa di due bambini in difficoltà. I Ranger si scontrano con i Puttie per poi trasformarsi per combattere contro Goldar e Scorpina. Rita invia sulla Terra un gigantesco e disgustoso mostro simile a uno zombie chiamato Mutitus che inizia ad assediare la città; quindi i Power Ranger evocano i Dinozord che si uniscono nel Megazord, ma Mutitus si dimostra molto più potente. Rita Repulsa evoca il suo più potente alleato, Lokar, un gigantesco demone che appena arrivato oscura il cielo e, usando il suo alito malefico trasforma Mutitus in una forma più potente e decisamente terrificante. Intanto Tommy affida i due bambini a Hernie, il barista dello Youth Center, così si trasforma in Green Ranger ed evoca il Dragonzord, che affianca il Megazord. Mutitus immobilizza gli Zord e Rita spedisce i Ranger in una dimensione fuori dalla portata di Zordon: "L'isola delle illusioni". Quando i ragazzi atterrano scoprono con orrore che i Metamorpher, le monete del potere e le ricetrasmittenti sono scomparse; Zack sente una strana musica e scopre un piccolo essere umano che suona il suo flauto. I Ranger gli chiedono aiuto ma, non appena proferiscono il nome di Rita Repulsa, il piccolo umano si spaventa e scompare nel nulla. I Ranger vivono una terrificante illusione con cinque mostri che hanno sconfitto nel passato (Eyeguy, Serpentolor, Il Maiale Grasso, Shellshock e l'Ananas-Piovra) e Zack ha l'illusione di un serpente boa e, spaventato, perde fiducia in se stesso e incomincia a scomparire.

## L'isola delle illusioni (seconda parte)
- Titolo originale: Island of Illusion: Part II
- Diretto da: Terence H. Winkless
- Scritto da: Shuki Levy, Chris Schoon, Stewart St. John

### Trama
I Ranger sono soli, senza monete del potere e ricetrasmittenti, in un'isola di un'altra dimensione che è fuori dalla portata visuale di Zordon e Zack sta scomparendo per la perdita di fiducia in sé stesso. Il piccolo umano che avevano incontrato precedentemente, chiamato Quadmayer, capisce che i Ranger non sono alleati di Rita Repulsa e decide di aiutarli: spiega così che riacquistando fiducia in sé stesso chiunque può spezzare l'incantesimo. Quindi Zack, ricordandosi il terribile duello contro il Cavaliere Perfido (avvenuto nell'episodio Buon compleanno Zack) e di come è riuscito a batterlo, spezza l'incantesimo salvandosi e Qadmayer annuncia che se avranno bisogno del suo aiuto devono pronunciare il suo nome. Nel frattempo Alpha 5 e Zordon tentano di individuare i Ranger, ma l'Isola delle illusioni non lascia filtrare segnali di rilevamento. Kimberly all'improvviso ha una strana illusione: Bulk e Skull vestiti da angeli e poi, ricordando il suo terrore dei rospi, inizia anche lei a scomparire; ricordando di come ha eroicamente eliminato il Rospo Orribile (dall'episodio Due teppisti tra i Power Rangers) riesce a salvarsi. Tommy improvvisamente vede i Puttie (in realtà un'illusione che fa vedere i suoi compagni come Puttie) che parano i suoi colpi e si dispera cominciando a scomparire, ma ricordando di come ha sconfitto i Puttie in passato spezza l'incantesimo. Arriva però il turno di Trini, che ricordando le sue vertigini inizia a scomparire anche, ma ricordando di come ha salvato Billy dai Puttie (accaduto in La prima missione dei Power Rangers) si salva. Anche Billy perde fiducia in sé stesso, credendosi inutile, ma ascoltando il consiglio di Quadmayer ricorda di come ha affrontato la Signora del male (nell'episodio La Signora del Male) e si salva anche lui dall'incantesimo. Jason vede una terribile illusione: i suoi amici che spariscono nel nulla, e sentendosi il responsabile, inizia a scomparire; raccogliendo fiducia si ricorda di come ha combattuto e eliminato King Sphinx (in I cristalli del potere) e anche lui si salva. Avendo infranto tutte le illusioni ai Ranger ricompaiono le ricetrasmittenti e i Metamorpher con le monete del potere, e capiscono che ce le hanno sempre avute e che dovevano solo imparare ad avere fiducia in sé stessi. Rita, infuriata, diventa gigantesca e distrugge l'isola, ma i Power Ranger si teletrasportano sugli zord in tempo e ricominciano il combattimento con Mutitus. Il Megazord e Dragonzord si uniscono formando il Megadragonzord 2, che, tramite un potente raggio elimina Mutitus. Lokar prova ad attaccarli, ma il Megadragonzord 2 si unisce con Titanos (lo Zord a forma si Brachiosauro) formando Ultrazord, che, usando i suoi cannoni laser, colpisce a morte Lokar, che però riesce a fuggire. Zack partecipa dunque alla gara di ballo, che, avendo riacquistato fiducia in sé stesso, riesce a vincere; i Ranger si rendono conto che il DJ della musica è Quadmayer, l'essere umano che li aveva aiutati.

## La ruota della sfortuna
- Titolo originale: Wheel of Misfortune
- Diretto da: Terence H. Winkless
- Scritto da: Mark Ryan, Cheryl Saban

### Trama
I Ranger e la loro classe sono intenti nel fare la recita teatrale della favola di Tremotino, ma durante le prove Bulk rompe il filatoio di Kimberly, usato per la recita, e la ragazza ci rimane male siccome è un prezioso ricordo di famiglia. Rita Repulsa pianifica di impadronirsi del filatoio e quindi, prima che Kimberly e Tommy arrivino per ripararlo, Goldar e i Puttie rubano l'oggetto e questo rende Kimberly più disperata di prima. Zordon chiama i Ranger e rivela loro il nome della responsabile, che ha intenzione di trasformarlo nella "Ruota della Sfortuna", una potente e letale arma capace di provocare terribili disgrazie a chiunque ne venga a contatto. Intanto Tommy viene aggredito dei Puttie, che stavolta lo sconfiggono e lo fanno prigioniero. Zordon manda in aiuto i suoi amici Ranger, che però devono prima trasformarsi per battersi contro Goldar e Scorpina, resi giganti da Rita. I Power Ranger evocano i Dinozord, che si combinano nel Megazord; i due giganti nemici però sono aiutati dalla terribile Ruota della Sfortuna. Tommy nel frattempo è riuscito a liberarsi e a sconfiggere i Puttie, per poi trasformarsi in Green Ranger ed evoca il Dragonzord, che affianca Megazord contro i mostri e la Ruota della Sfortuna. Dopo una lunga battaglia Dragonzord, Megazord e Titanos si uniscono nell'Ultrazord che distrugge la pericolosa Ruota della Sfortuna, mentre Goldar e Scorpina battono in ritirata. Il filatoio di Kimberly ritorna normale e per di più è anche riparato.

## La signora del male
- Titolo originale: Peace, Love, and Woe
- Diretto da: Robert Hughes
- Scritto da: Julianne Klemm

### Trama
Billy, il Blue Ranger, ha difficoltà nel trovare una ragazza da invitare al ballo di quella sera. Per sua fortuna incontra Margie, una ragazza carina e intelligente, che accetta l'invito e propone di darsi appuntamento al parco alle quattro. Rita Repulsa evoca una sua alleata, "La Signora del male", una potentissima maga mascherata che grazie alla gemma blu che ha sulla fronte è capace di teletrasportare chiunque nella sua terrificante dimensione. Rita le spiega che un Ranger si presenterà al parco alle quattro e le ordina di catturarlo e distruggerlo. Margie arriva per prima al parco e la Signora del male, credendola il bersaglio indicato, la teletrasporta come prigioniera nella sua dimensione. Durante il teletrasporto Margie perde il suo medaglione, che viene trovato da Billy, che arriva poco dopo. I Puttie attaccano il Blue Ranger, che si trova in difficoltà, così Zordon manda il suo aiuto gli altri ragazzi, che lo salvano sconfiggendo i Puttie. Zordon spiega che la Signora del male, un'alleata di Rita, ha catturato Margie scambiandola per un Ranger e devono assolutamente salvarla prima che la Signora del male possa farle del male. I Ranger si trasformano e attaccano la Signora del male, che li teletrasporta nella stessa dimensione dove tiene prigioniera Margie. Billy prova a attaccare la nemica, che però ha la meglio. Il Blue Ranger capisce che in quella dimensione non possonosconfiggerla, ma se verrà trasportata sulla Terra e un Ranger avrà tutti i poteri degli altri, potranno sconfiggerla. I Power Ranger danno a Billy il potere delle loro monete e quest'ultimo si teletrasporta fuori con la Signora del male sulla Terra. Dopo un violento scontro Billy riesce a distruggere la gemma della Signora del male e così il Power Ranger libera Margie e i suoi amici dalla dimensione. Alla fine Billy e gli altri ragazzi infliggono il colpo di grazia alla Signora del male. Durante il ballo Margie è sconsolata dal fatto che ha perso il suo medaglione ma Billy, che lo aveva recuperato, glielo restituisce, così la ragazza lo ricompensa con un bacio.

## Il guerriero nero
- Titolo originale: Dark Warrior
- Diretto da: Terence H. Winkless
- Scritto da: Jeff Deckman, Mark Hoffmeier, Ronnie Sperling

### Trama
Billy ha intenzione di iscriversi al corso di karate di Jason per diventare meno vulnerabile dai bulli. Il Ranger avrà uno splendido modello, lo zio di Trini: il signor Haward, un brillante scienziato (che ha messo in punto una pozione per l'invisibilità) nonché campione mondiale di karate. Rita Repulsa è decisa a rubare la pozione dello scienziato, così manda Goldar, Squatt e Baboo a prenderla nel laboratorio, tuttavia lo scienziato se l'era portata con sé. Rita ordina a Finster di creare un mostro abile e potente, così Finster le crea il "Guerriero nero", un ninja nero e terribile che avrebbe rubato la pozione del signor Haward. Quest'ultimo porta Billy in un luogo isolato per insegnargli un po' di arti marziali, ma i due vengono attaccati dai Puttie, che dopo un duro combattimento rapiscono lo scienziato. Billy corre dai suoi amici a raccontare l'accaduto quando i Ranger, attraverso alcuni palloncini neri, scoprono un biglietto minaccioso da parte del Guerriero nero che vuole avere la pozione, altrimenti, ucciderà il signor Haward con una potente bomba. Zordon spiega ai Ranger dove si trova il nascondiglio in cui è prigioniero lo scienziato, e appena teletrasportatisi i ragazzi vengono attaccati dai Puttie, che vengono comunque sconfitti. Billy, dopo essere entrato nel nascondiglio, ricordando gli insegnamenti del signor Haward disinnesca la bomba e i Ranger liberano l'uomo. Zordon avverte i Ranger che il Guerriero nero sta attaccando il parco di Angel Grove, quindi i ragazzi si trasformano e attaccano il nemico, che però è decisamente superiore. Rita Repulsa, usando il suo scettro, ingigantisce il mostro e i Power Ranger sono costretti a evocare i Dinozord che si uniscono nel Megazord. Dopo un duro combattimento il Megazord sconfigge il Guerriero nero con la spada del potere. Billy riesce a passare l'esame di karate e diventa cintura gialla.

## Il mostro Rockstar
- Titolo originale: The Rockstar
- Diretto da: Terence H. Winkless
- Scritto da: Peggy Nicoll

### Trama
I Ranger decidono di andare al mare, tranne Jason che deve andare a pesca con il suo cuginetto Jeremy. Rita Repulsa vuole recuperare lo "Specchio della distruzione", un mortale specchio capace di polverizzare chiunque si rifletta su di esso. I Puttie attaccano Jason e Jeremy, che eroicamente riescono a batterli per poi continuare a pescare al mare. Jeremy pesca una bottiglia contenente la mappa che indica la strada per trovare lo Specchio della distruzione. Scorpina attacca i due con un mostro di pietra chiamato Rockstar, che immobilizza Jason con le sue rocce mentre Jeremy fugge inseguito dai Puttie. Zordon invia in aiuto a Jason i suoi amici Ranger, che lo liberano per poi trasformarsi e iniziano a battersi, e riescono a mettere in fuga Scorpina e Rockstar. Dopodiché si tolgono le tute e vanno a cercare Jeremy, che nel frattempo è riuscito a sfuggire ai Puttie e a trovare lo Specchio della distruzione con il quale involontariamente polverizza un Puttie. Rockstar attacca il ragazzo, che per difendersi usa lo specchio che elimina il mostro. Jeremy getta saggiamente in mare il pericoloso specchio. Scorpina, insieme a Goldar, recupera lo Specchio della distruzione e Rita li ingigantisce. I Power Ranger evocano gli zord che si uniscono nel Megazord. Dopo una dura battaglia il Megazord distrugge lo specchio con la spada del potere e costringe Scorpina e Goldar alla ritirata. I Ranger passano tranquillamente il resto della giornata con Jeremy.

## Kimberly è scomparsa
Per Kimberly, la Pink Ranger, si preannuncia una giornata molto sfortunata. Rita Repulsa decide di catturarla, così si fa creare da Finster un mostro orientale: il "Samurai-ventaglio", che può catturare qualunque cosa grazie al suo vaso magico. Il mostro attacca Kimberly e Tommy mentre sono al parco; la ragazza viene catturata, mentre Tommy sviene durante il combattimento. I Ranger si teletrasportano nel Centro di comando (che nel frattempo ha teletrasportato anche Tommy svenuto) e Zordon spiega loro la situazione. I Ranger si trasformano e attaccano il Samurai, che però si dimostra troppo potente e Zordon riteletrasporta i Power Ranger al Centro di comando prima che essi vengano spazzati via dal ventaglio. I Power Ranger decidono di riattaccare il mostro, che è stato ingigantito da Rita insieme a Goldar. I Power Ranger evocano gli zord, che però si dimostrano inefficaci. Intanto Tommy si riprende e vedendo gli amici in difficoltà decide di trasformarsi in Green Ranger; evoca il Dragonzord che si unisce al Triceratopo, Smilodonte e Mammut Dinozord formano il Megadragonzord. L'androide riesce a liberare Kimberly dal vaso del Samurai-ventaglio, che si trasforma evocando lo Pterodattilo Dinozord che si unisce al gruppo formano il Megazord, che indebolisce gravemente il Samurai-ventaglio. Il Megazord si unisce al Dragonzord formando Megadragonzord 2, che a sua volta si unisce a Titanos formando Ultrazord, che elimina il Samurai-ventaglio mentre Goldar si ritira.

## È nata una stella
Tommy ha la possibilità di esibirsi con il karate per uno spot pubblicitario, mentre gli altri Ranger decidono di andare in spiaggia. Rita Repulsa nel frattempo, che è affaticata e stanca, decide di conferire temporaneamente il comando a Goldar. Scorpina attacca i Ranger sulla spiaggia con i Puttie, così i ragazzi si trasformano e battono i mostri. Scorpina, usando un bruco magico, intrappola i Power Ranger in un robusto bozzolo che viene gettato in mare dai Puttie. Zordon tenta di chiamare in loro aiuto Tommy, che si stava appunto esibendo, ma la sua ricetrasmittente è nel suo zaino. Intanto i Power Ranger riescono a liberarsi con l'ausilio delle loro pistole laser, per poi teletrasportarsi in città assediata da Goldar e Scorpina giganti, insieme a un gigantesco e bizzarro mostro chiamato Babe, il mostro dei fulmini. I Power Ranger evocano i Dinozord, che però si dimostrano inefficaci contro la furia dei tre giganti. Tommy, che sembrava avere fatto buona figura davanti ai giudici televisivi, riceve l'allarme da parte di Zordon e si trasforma in Green Ranger. Successivamente evoca il Dragonzord, che si unisce al Triceratopo, Smilodonte e Mammut Dinozord formando il Megadragonzord, che utilizzando la sua lancia-trapano, trafigge Babe eliminandolo. Scorpina torna di dimensioni normali e trasforma il suo bruco in un mostro gigante. I Power Ranger combinano tutti i Dinozord formando il Megazord, che però viene intrappolato dal bozzolo prodotto dal mostro-bruco. Tommy, usando la coda a punta di trapano del suo Dragonzord, libera il Megazord che si unisce a esso formando il Megadragonzord 2 che tramite un potente raggio laser, sconfigge il mostro-bruco e Goldar, per avere fallito il suo compito, viene severamente punito da Rita. I Ranger tornano al Youth Center e vedono in TV Tommy.

## Caccia all'uovo
Al Youth Center si terrà uno spettacolo di giovani talenti dove Jason e Tommy faranno un'esibizione di karate. Intanto Finster crea di nascosto un orrido mostro blu chiamato "Fang" come regalo di compleanno per Rita Repulsa e lo invia sulla Terra. Nel frattempo Tommy si ricorda di avere dimenticato alcune cinture e decide di andarle a riprendere di corsa. Rita Repulsa si sveglia e nota Fang sulla Terra; intuendo che si tratti del suo regalo da parte di Finster invia Goldar, Squatt e Baboo per cercarlo. Tommy, quando passa al parco, viene attaccato dai Puttie e durante la lotta uno di essi ruba al Ranger la sua ricetrasmittente e il suo Metamorpher, così si lascia inseguire da Tommy. Quando quest'ultimo sta per acciuffare il ladro scatta una trappola che lo fa finire appeso a un albero. Intanto Goldar e i suoi due compagni sono alla ricerca di Fang, quando Squatt e Baboo, affamati, trovano due grosse uova e se le mangiano. Le uova però erano il pasto di Fang, che infuriato attacca i tre. Rita però gli promette altre uova se sconfiggerà i Power Ranger. Zordon percepisce il pericolo e i Ranger si trasformano per attaccare Fang, che però si dimostra molto forte; oltretutto il mostro viene ingigantito da Rita che lo manda a distruggere la diga di Angel Grove. I Power Ranger evocano gli zord che si uniscono nel Megazord, ma Fang si dimostra più potente di quanto non immaginassero. Nel frattempo Tommy si libera dalla trappola e sconfigge i Puttie, recuperando la ricetrasmittente e il suo Metamorpher, con il quale si trasforma in Green Ranger ed evoca il Dragonzord che affianca Megazord. Dopo un lungo combattimento Megazord, Dragonzord e Titanos si uniscono in Ultarzord, che finalmente elimina Fang. Quella sera i Ranger possono esibirsi con tranquillità e successo.

## La candela verde (prima parte)
Tommy, il Green Ranger, ha alcune difficoltà nel chiedere a Kimberly se vuole venire al ballo insieme a lui. Intanto Rita Repulsa ha in serbo un terrificante piano per impadronirsi dei poteri del Green Ranger. Tommy sta passeggiando con Kimberly al parco e sta per proporle l'invito quando vengono attaccati dai Puttie, che catturano Tommy; Goldar lo teletrasporta nella prigione dimensionale di Rita sottrandogli la sua moneta del potere e spiega a Tommy che sta per perdere i poteri da Green Ranger per opera della "candela verde", una candela fatta di cera magica che consumandosi assorbirà tutti i poteri di Tommy. Intanto Finster crea un mostro bianco con un solo occhio chiamato "Ciclope", con il potere di cambiare aspetto. Tommy tenta di spegnere la candela, ma Goldar la protegge fermamente. Kimberly va al Centro di comando e racconta ai suoi amici l'accaduto, quando la città viene attaccata da Dragonzord. I Ranger pensano subito al tradimento di Tommy, ma Zordon spiega che è un impostore (infatti è Ciclope). I Ranger comunque si trasformano e vanno in città. Goldar per ordine di Rita deve attaccarli, così blocca Tommy con un sortilegio in modo tale che non spenga la candela in sua assenza e va ad attaccare i Power Ranger con i Puttie. I Power Ranger evocano i Dinozord, che si uniscono nel Megazord, e iniziano a combattere contro il falso Dragonzord. Goldar ritorna nella prigione dimensionale e ricomincia a combattere contro Tommy. Il Ranger, grazie alla spada di Goldar, riesce a sfuggire dalla prigione dimensionale riprendendo la sua moneta e si trasforma in Green Ranger; evoca il suo Dragonzord con cui colpisce quello falso, che si trasforma in Ciclope, il quale è costretto a ritirarsi al duello. Zordon spiega ai suoi Ranger che Rita possiede una candela magica capace, consumandosi, di risucchiare tutti i poteri di chi l'ha toccata (Tommy l'aveva toccata quando era alleato di Rita) e adesso sta prendendo i poteri di Tommy.

## La candela verde (seconda parte)
La candela verde di Rita sta risucchiando il potere del Green Ranger consumandosi. L'unico modo per fermare la maledizione è fare spegnere la candela da un Ranger. Tommy si offre volontario per spegnerla, ma Zordon nega spiegando che la presenza del Green Ranger farebbe aumentare la velocità della bruciatura, così decidono di mandarci Jason. I Ranger riescono, grazie ad alcuni marchingegni di Billy, a spedire Jason nella prigione dimensionale di Rita, dove si trova la candela verde, dove però lo aspetta Goldar, così Jason inizia a combattere. Intanto, nel Centro di comando, Tommy vede attraverso la sfera di osservazione una città vicino ad Angel Grove che è attaccata da Megadragonzord, in realtà Ciclope. Tommy decide di trasformarsi in Green Ranger e, salito a bordo del suo Dragonzord, inizia una violenta battaglia contro Ciclope che si trasforma anche in Megazord e in seguito Tirannosauro Dinozord. Zordon riferisce ai Ranger che Tommy è in difficoltà, così mandano Zack a recuperare Jason dalla prigione dimensionale di Rita e insieme si trasformano in Power Ranger, che evocano gli zord che si uniscono al Megazord. Dragonzord e Megazord si uniscono a Titanos formando Ultrazord, che elimina Ciclope. I Power Ranger ritornano al Centro di comando, ma la candela verde sta per consumasi completamente. Zordon spiega che per fare in modo che i poteri non tornino a Rita bisogna donare la moneta di Green Ranger a un altro Ranger. Tommy consegna la sua moneta a Jason che riceve i poteri dello scudo Dragonzord, così quando la candela verde si spegne Rita non riceve i poteri del Green Ranger. L'episodio si conclude con Tommy che si sta esercitando al parco e lo raggiunge Kimberly, che dopo avere scambiato un bacio con Tommy accetta anche il suo invito al ballo.

## L'uccello mostruoso
Nel torneo di karate giovanile di Angel Grove parteciperà Cameron, l'allievo di Zack, contro Biff, l'allievo maleducato ma abile di Bulk e Skull. Rita Repulsa progetta di attaccare la Terra con un mostro gigantesco chiamato "Orrendosauro", che sembra l'incrocio fra un tacchino e un dinosauro. Quando Zordon avverte Jason dell'imminente pericolo il Red Ranger è costretto a teletrasportare i suoi compagni incluso Zack, che a malincuore lascia da solo Cameron. Arrivati al Centro di comando i Ranger si trasformano ed evocano gli Zord; Jason evoca anche Dragonzord. Tutti gli Zord danno il proprio colpo e Orrendosauro viene annientato. Zordon richiama di nuovo i Ranger informandoli che Orrendosauro non è stato eliminato per colpa di Cardiatron, un sofisticato computer (che sembra un cuore dotato di tentacoli) che risiede nel ventre di Orrendosauro ed è capace di fare risorgere Orrendosauro ogni volta che esso viene distrutto. Rita pratica un incantesimo che fa in modo che Dragonzord venga bloccato e che non risponda ai comandi di Jason. I Ranger si trasformano di nuovo per evocare il potere di Megazord e attaccare Orrendosauro. Jason prova a evocare Dragonzord, che però non risponde. I Ranger evocano la Spada del potere, con la quale Megazord sconfigge Orrendosauro, ma Cardiatron ricostruisce di nuovo il mostro, più feroce di prima. Jason, capendo che bisogna assolutamente distruggere il computer, esce dal Megazord e si lascia ingoiare da Orrendosauro, finendo nelle sue viscere. Il Red Ranger tenta di attaccare Cardiatron, ma cade sotto i colpi dei suoi micidiali tentacoli. Jason evoca di nuovo Dragonzord con il potere del Dragon-scudo, liberando lo Zord dal sortilegio e gli comanda di colpire con la sua coda-trapano la pancia di Orrendosauro, facendo schizzare fuori il Power Ranger e Cardiatron, che precipitano sul parco. Jason, dopo una breve ma dura battaglia, concentra il potere Dragonzord sulla sua spada ed elimina Cardiatron, per poi tornare sul Megazord e unirlo a Dragonzord, per poi unirsi a Titanos formando Ultrazord. Adesso che Orrendosauro è completamente vulnerabile Ultrazord lo sconfigge definitivamente. I Ranger tornano al torneo e, con tanta gioia di Zack, Cameron è riuscito ad arrivare in finale contro Biff. Cameron lo batte ma si congratula per la bravura di Biff, che ispirato dalla sua bontà decide di mollare Bulk per trovare un nuovo maestro.

## Clean-up Club
Trini, dimostrando la sua videoricerca sull'inquinamento, offre ai suoi compagni di classe di fondare un club ecologista, il "Clean-up club", e i suoi amici Ranger accettano. Rita Repulsa, ispirata all'idea di Trini, decide di mandare un mosto sulla Terra, "Polluticorn", un mostro volante con il capo da unicorno che possiede un grande potere inquinante. Intanto Trini e i suoi amici vanno al parco per raccogliere i rifiuti, svolgendo un ottimo lavoro, quando vengono attaccati da un intero esercito di Puttie, ma i Ranger riescono comunque a sconfiggerli tutti. Poco dopo però appare Polluticorn, pronto ad attaccarli. I Ranger si trasformano e combattono, ma Polluticorn si dimostra molto forte. Zordon teletrasporta i Power Ranger nel Centro di comando in tempo, prima che Polluticorn possa nuocergli ancora. Billy e Alpha 5 eseguono un'analisi sul mostro e scoprono che i suoi poteri malefici sono concentrati sul suo corno. I Ranger si trasformano di nuovo e attaccano Polluticorn, che stava per distruggere il centro di riciclaggio di Angel Grove insieme a Goldar e Scorpina. Jason evoca il potere dello scudo Dragonzord e concentrandolo sulla sua spada mozza il corno di Polluticorn, che si indebolisce gravemente. Rita, infuriata, ingigantisce il mostro e i Power Ranger evocano il potere dei Dinozord che si uniscono nel Megazord. Dopo un lungo combattimento il Megazord sconfigge Polluticorn per mezzo della spada del potere. I Ranger alla fine ripuliscono il Youth Center grazie al loro club.

## I finti Power Rangers
Rita Repulsa ha in mente un terribile piano: usando quattro Puttie e un mostro di specchio chiamato "Twin-man" li trasforma in una copia esatta dei Power Ranger, in grado di assumere sia la loro forma umana che quella Ranger, e li spedisce sulla Terra con il compito di rovinare la reputazione dei veri Power Ranger. I falsi Ranger vanno nel liceo di Angel Grove dove combinano un brutto scherzo al preside per poi andarsene. Proprio in quel momento arrivano i veri Ranger, che vengono ingiustamente messi in punizione e sotto il controllo di Bulk e Skull. Intanto i falsi Ranger iniziano a seminare il panico in città. Quelli veri, osservando la scena dalla mini TV dei due bulli, decidono di intervenire: con uno stratagemma riescono a trasformarsi senza che Bulk e Skull li vedano e si teletrasportano in città per combattere. Ogni Ranger sconfigge il proprio sosia malvagio e infine il sosia del Red Ranger si rivela essere Twin-man, il mostro di Rita. I Power Ranger, dopo avere combattuto duramente contro il mostro, uniscono le loro armi e sparano a Twin-man eliminandolo. Infine i Power Ranger vengono perdonati dai cittadini.
- Curiosità: prima che il notiziario nella mini TV annunci l'attacco dei finti Power Ranger, Bulk e Skull guardano Il mago pancione Etcì.

## Il giorno del giudizio (prima parte)
I Ranger, leggendo il giornale locale, scoprono che la città è intenzionata a consegnare loro la chiave della città e inaugurare "La giornata dei Power Ranger". I ragazzi aspettano impazientemente questo giorno. Nel frattempo Rita Repulsa decide di trasferire la sua fortezza lunare su Angel Grove, così i suoi poteri sarebbero cresciuti. Intanto si sta per celebrare la manifestazione dei Power Ranger, quando Rita cattura tutti i cittadini e li imprigiona in un buco temporale e quando arriva in città i suoi poteri duplicati fanno oscurare il cielo. La malvagia strega concentra tutti i suoi poteri al massimo per evocare Cyclope, un gigantesco guerriero Gundam rivestito completamente di una corazzatura bianca che inizia ad assediare la città con Goldar che è salito a bordo del gigante e lo manovra. I Ranger intuiscono il grande pericolo e decidono di trasformarsi in Power Ranger per evocare i Dinozord, che si uniscono nel Megazord e iniziano il duello contro Cyclope. Il mostro si dimostra estremamente potente, così Jason evoca il Dragonzord, che però cade sotto i colpi di Cyclope. Titanos, inviato da Zordon, attacca Cyclope per poi unirsi a Megazord e Dragonzord formando Ultrazord, che colpisce Cyclope distruggendolo, mentre Goldar si teletrasporta fuori in tempo. Rita Repulsa, infuriata, fa precipitare Titanos in una voragine, per poi evocare il demone Lokar. Insieme, unendo i poteri, ricreano Cyclope, più potente e letale di prima. I Ranger osservano inorriditi la scena dal Centro di comando e pensano al destino dei poveri cittadini prigionieri di Rita.

## Il giorno del giudizio (seconda parte)
I Ranger sono molto preoccupati per il ritorno di Cyclope, il guerriero gigante di Rita che è di nuovo sotto il comando di Goldar, potenziato con il potere del demone Lokar. I Ranger decidono di trasformarsi e combattere con gli zord, anche se sono carichi solo a metà. I Power Ranger uniscono gli zord che si trasformano nel Megazord e iniziano a combattere contro Cyclope, che però utilizzando le lame impiantate sui suoi polsi mozza un braccio al Megazord. Jason evoca in loro aiuto Dragonzord, che però viene gravemente danneggiato da Cyclope, che gli amputa l'estremità della coda. Gli zord vengono quindi sconfitti e i Ranger precipitano sul parco. I ragazzi provano a teletrasportarsi al Centro di comando, ma le ricetrasmittenti sono difettose, così decidono di andare al garage di Billy per ripararle. Rita, approfittando di questo loro momento di debolezza, manda Goldar e alcuni Puttie per annientarli, però i Ranger riparano le ricetrasmittenti e si teletrasportano sani e salvi al Centro di comando, dove Zordon li informa che ha usato gran parte della sua energia per riparare e ricaricare i Dinozord. Zordon spiega anche come sconfiggere Cyclope: esso è capace di adeguarsi a qualunque tecnica di battaglia, ma se si cambieranno continuamente tecniche Cyclope si confonderà indebolendosi. I ragazzi si trasformano in Power Ranger ed evocano i dinozord e si uniscono nel Megazord, che evoca la spada del potere e Jason evoca anche Dragonzord. Megazord e Dragonzord, più potenti che mai, attaccano Cyclope e insieme riescono a rompergli le lame. Triceratopo, Smilodonte e Mammut Dinozord si tolgono dal Megazord per unirsi a Dragonzord, formando Megadragonzord, che ha decisamente la meglio su Cyclope che si sovraccarica indebolendosi. Così gli Zord si uniscono nel Megadragonzord 2, che a sua volta si unisce a Titanos formando Ultrazord; con i cannoni laser feriscono gravemente Lokar e Goldar a bordo di Cyclope, che però riesce a salvarsi. Rita, dopo avere severamente punito Goldar, se ne torna umilmente nello spazio. I cittadini di Angel Grove vengono liberati dal buco temporale e tornano al parco per festeggiare i Power Ranger, che notano in mezzo al pubblico Tommy, l'ex Green Ranger. Una volta tornati al Centro di comando Zordon si congratula con i Power Ranger per avere dato un forte colpo mortale a Rita e come premio offre ai Ranger la possibilità di dimettersi dall'incarico da supereroi. I Ranger, saggiamente, rispondono che vogliono rimanere i suoi combattenti e che combatteranno sempre contro il male.
- Curiosità: quest'episodio usa le scene del terz'ultimo e dell'ultimo episodio della controparte giapponese dello show (Koryu Sentai Zyuranger), con qualche modifica. La più importante è il personaggio di Lokar che in originale è il nemico finale, non è capo di Bandora (Rita): il demone noto come DaiSatan.

## Un maiale a sorpresa
I Ranger cercano tra le case animali scappati, tra cui il maiale di un'anziana signora chiamato Norman. Ma Norman non è un maiale ordinario; esso è infatti il mostro "Maiale Grasso" di Rita, inviato sulla Terra sotto false spoglie per distruggerli. Bulk e Skull adottano Norman e lo portano al Centro Giovanile, dove esso rivela le sue vere sembianze. I Power Ranger si trasformano per affrontarlo, ma il maiale si è rifugiato in una fattoria.

## Il trofeo del nobile leone
I Ranger e i loro amici vincono il premio dei giochi annuali del liceo di Angel Grove: il Trofeo del Nobile Leone. Rita Repulsa trasforma però il trofeo nel terrificante Goatan, un mostro metà leone e metà capra in grado di generare terribili temporali. Nel frattempo Zack è riuscito a convincere Angela (la bella ragazza per cui ha da tempo una cotta) ad andare al cinema con lui, lasciando così gli altri quattro Ranger ad affrontare Goatan da soli. Zach, chiamato da Alpha con la ricetrasmittente, è poi costretto a lasciare Angela al cinema da sola per aiutare gli amici in difficoltà e si trasforma in Black Ranger, dando una bella lezione al mostro con la sua ascia. Rita però ingigantisce Goatan, che riesce a congelare il Megazord.

## Il seme del male
Per un progetto scolastico i Ranger trascorrono il pomeriggio a piantare nuovi alberi nel parco. Rita Repulsa manda Squatt a piantare i semi del male da cui germoglierà il suo ultimo mostro, Octoplant. Dopo uno scontro con i Puttie Zordon teletrasporta i Ranger al Centro di Comando per informarli del pericolo, e Jason ritorna al parco da solo per cercare i semi di Rita. Purtroppo è troppo tardi: i semi sono già germogliati e il Red Ranger resta aggrovigliato dai vitigni.

## Il cristallo degli incubi
Per prepararsi a un difficile esame i Ranger decidono di trascorrere il week-end in montagna per studiare insieme nella baita dello zio di Billy. Rita escogita allora un piano per attivare il Cristallo degli Incubi, una pietra maledetta che provoca terribili allucinazioni e rompere così la fiducia in se stessi dei Ranger. Durante la notte Goldar viene inviato sulla Terra per utilizzare il cristallo, e i Ranger fanno incubi spaventosi in cui vengono sconfitti dai mostri affrontati in passato. Con i nostri eroi spogliati della loro fiducia Rita potrà conquistare indisturbata la Terra. Al mattino Zordon avverte i Power Ranger del pericolo, ma i ragazzi sono troppo spaventati e si rifiutano di cercare la caverna in cui Goldar sta nascondendo il Cristallo degli Incubi; solo distruggendolo potranno infatti riacquistare la fiducia in loro stessi.

## Una storia inverosimile
Jason, Trini e Zack passeranno il pomeriggio al mare facendo immersioni subacquee, ma Billy si rifiuta di accompagnarli perché ha un'enorme paura dei pesci, così Kimberly rimane a tenergli compagnia. Mentre i due ragazzi fanno un pic-nic sul lago, Rita decide di utilizzare la paura di Billy a suo vantaggio e spedisce sulla Terra il mostro Scorfangor, un orribile pesce mostruoso. Mentre lottano contro Scorfangor la fattucchiera lancia un incantesimo sul Blue Ranger, facendo aumentare a dismisura la sua paura dei pesci, tanto che Billy non riesce più a combattere. Zordon chiama in aiuto gli altri Ranger, che si trasformano e iniziano a combattere contro Scorfangor, ma per riuscire a sconfiggere il mostro Billy dovrà imparare al più presto a vincere le sue paure.

## La pulce di Rita Repulsa
Il Juice Bar è in difficoltà economiche e i Ranger fanno di tutto per aiutare il loro amico Ernie a non chiudere il Centro Giovanile dove hanno trascorso insieme tanti bei momenti. Nel frattempo Rita Repulsa ordina a Finster di creare un feroce mostro da combattimento con le sembianze di una pulce, poi la rimpicciolisce e la pianta su un cane smarrito ritrovato da Jason nel parco. Jason viene punto dalla pulce di Rita mentre lotta contro i Puttie e inizia ad avvertire un irrefrenabile prurito al braccio. Bulk e Skull intanto riescono a rubare il cane, ma si ritrovano anch'essi colpiti dalla pulce. Mentre Billy cerca un rimedio per il prurito che affligge Jason il Red Ranger deve affrontare la pulce di Rita in una discarica abbandonata.

## La resa di Jellyfish
I Ranger devono preparare una capsula del tempo per un progetto scolastico, dove tutti gli studenti potranno lasciare alle future generazioni qualcosa che ricordi i tempi attuali. E cosa lasciare di meglio che una fotografia dei Power Ranger? Naturalmente tutto ciò scatena le ire di Rita Repulsa: è infatti lei quella che vuole essere ricordata nel futuro. Rita ordina allora a Squatt e Baboo di rubare la capsula del tempo e scambiare la foto dei Power Ranger con una sua immagine; intanto Finster sta preparando un nuovo mostro chiamato Jellyfish per attaccare Angel Grove.

## Le mosse della mantide
Trini non riesce a imparare la tecnica della "Mossa della Mantide", nonostante gli sforzi del suo maestro di kung fu. Approfittando dello sconforto della Yellow Ranger Rita manda sulla Terra un mostro dalle sembianze di mantide per affrontare e sconfiggere Trini. Quando gli altri Ranger accorrono in suo aiuto la mantide accusa Trini di essere una combattente sleale e di non rispettare le regole di un duello che deve vedere a confronto soltanto loro due. Trini, scossa da queste parole, decide di affrontare nuovamente la mantide da sola; ma stavolta è il mostro a non rispettare le regole e, di fronte a una sconfitta certa, chiama i Puttie in suo soccorso.

## Il ritorno di un vecchio amico (prima parte)
Al liceo di Angel Grove è il giorno della festa dei genitori. Rita Repulsa grazie a un incantesimo riesce a intrappolare tutti gli invitati in un'ignota e lontana dimensione. Grazie al gas ipnotizzante del suo nuovo mostro Terrofilor (dall'aspetto di talpa che riesce a scavare gallerie sotterranee) Rita ipnotizza Billy e lo invia nel Centro di Comando per impossessarsi del pugnale/flauto di Dragonzord. Grazie all'arma dell'ex Green Ranger Goldar attiva il gigantesco Zord e lo usa per distruggere la città. A questo punto Rita può portare a termine il suo perfido piano. I Ranger devono scegliere se rinunciare alle loro Monete del Potere o dire addio per sempre ai propri genitori. Naturalmente Jason e gli altri decidono che le loro famiglie sono più preziose di qualunque battaglia e consegnano le Monete a Goldar.

## Il ritorno di un vecchio amico (seconda parte)
Ai Ranger resta ancora una Moneta del Potere, quella del Green Ranger. Alpha teletrasporta Tommy al Centro di Comando e, grazie a un trasferimento di poteri, Zordon riesce a ricaricare la sua moneta. Tommy è l'ultima speranza per la Terra e a rischio della vita affronta con coraggio Goldar, Scorpina e i Puttie, recuperando il pugnale di Dragonzord e le Monete del Potere. Per liberare i loro genitori dalla dimensione di Rita occorre però distruggere anche il mostro Terrofilor, e i Power Ranger si trasformano per affrontarlo. Tommy sviene perché i suoi poteri sono esauriti, mentre Jason, Zach, Trini e Billy vengono ipnotizzati dal gas di Terrofilor e si scagliano contro Kimberly.

## L'ape gigante
Billy è molto deluso perché mai prima d'ora aveva preso un voto basso in un compito in classe. Trini si offre di aiutarlo a studiare, mentre Jason, Zach e Kimberly vanno al parco per giocare a pallacanestro. In quel momento Goldar appare con una squadra di Puttie e intrappola i tre con la sua corda magica, impedendogli di trasformarsi o teletrasportarsi. Nel frattempo Finster ha creato un nuovo mostro, Bestia-Ape, e Rita lo ha inviato sulla Terra per eliminare gli altri due Ranger.

## Due teste sono meglio di una
Jason e Tommy stanno dando lezioni di autodifesa a un gruppo di giovani mamme di Angel Grove. Rita vede che il Red e il Green Ranger funzionano bene come squadra perché hanno messo insieme i loro cervelli, così ordina a Finster di creare un mostro Pappagallo con due teste. Jason e Tommy vengono aggrediti nel parco e scoprono che questa creatura è quasi invincibile. Billy fa notare loro che i pappagalli sono ghiotti di frutta e quindi potrebbero usare dei pamanghi per distrarre il mostro e sciogliere l'unione dei suoi cervelli. Mentre i Ranger tengono a bada il mostro Tommy si mette alla ricerca di un pamango, che sono frutti molto rari. Rita Repulsa allora invia i Puttie a rubare tutti i frutti della zona. Tommy deve trovare rapidamente una soluzione prima che per i suoi compagni sia troppo tardi.

## Picchietor
Al Centro Giovanile Zach e Angela trascorrono il pomeriggio con un gruppo di ragazzi delle elementari. Zach si traveste da mago per insegnare alcuni trucchi e divertire i bambini, ma Bulk e Skull gli mettono i bastoni tra le ruote, cercando di fargli fare brutta figura con Angela. Intanto Rita Repulsa ordina a Finster di creare il terribile mostro Picchietor, una creatura dall'aspetto di un picchio in grado di abbattere tutti gli edifici di Angel Grove con un solo colpo di becco. Mentre gli altri Ranger sono impegnati contro un gruppo di Puttie nel parco Zordon invia Zach in città per affrontare Picchietor, ma il mostro è talmente forte che distrugge la sua ascia.

## Lucertoraptor in azione
Kelly, la cugina di Kimberly, vuole a tutti i costi entrare a fare parte delle cheerleaer del liceo Angel Grove High, ma è una frana a ballare e teme di non riuscire a passare la selezione. Kimberly e Tommy cercano di consolarla, quando arrivano i Puttie per distrarre i due Ranger mentre Squatt e Baboo rapiscono Kelly. Rita Repulsa spedisce intanto sulla Terra Lucertoraptor, un terrificante mostro il cui corpo è rivestito di una lega metallica praticamente indistruttibile. Jason si trova ad affrontarlo da solo e ne esce pesantemente sconfitto. Al Centro di Comando Billy scopre che il corpo di Lucertoraptor è fatto con un super metallo proveniente da un'altra galassia e solo le armi dell'Ultrazord sono in grado di scalfirla.

## L'invasione delle zucche
Kimberly viene scelta per partecipare al famoso gioco televisivo "Trick of Treath" e dovrà competere contro Skull. Le cose vanno abbastanza bene per lei fino a quando Rita inizia una nuova offensiva e i Power Ranger vengono chiamati in azione. Questa volta si trovano ad affrontare il Rapper Zucca, una creatura che intrappola gli avversari con le sue zucche malefiche parlando a ritmo di rap.

## Amici nemici
Jason e Tommy si offrono volontari per insegnare ai bambini il valore del lavoro di squadra nelle arti marziali. Ma la loro amicizia è minata da Rita, che lancia un incantesimo per mettere gli eroi l'uno contro l'altro. Tramite il boomerang del nuovo mostro di Finster, Squalofilor, Jason e Tommy vengono pervasi da un'energia negativa che li spinge a litigare, e finiscono per picchiarsi anche nei corridoi della scuola. Bulk e Skull decidono di approfittare della rivalità nata fra i due per organizzare un incontro di karate al Centro Giovanile. Fortunatamente la chiamata di Zordon impedisce lo svolgersi del duello, e Jason e Tommy vengono convocati al Centro di Comando per affrontare Squalofilor; solo se riusciranno a collaborare per battere insieme il mostro potranno spezzare l'incantesimo di Rita che li spinge a odiarsi.

## Una seconda possibilità
Jason e Zack decidono di insegnare al piccolo Roger come si gioca a pallone per potere entrare a fare parte della squadra di calcio. Nel tentativo di "aiutare" anche lei Roger Rita invia sulla Terra il mostro Palladicorn, una creatura in grado di trasformarsi in un'enorme palla. Nel frattempo la ricetrasmittente di Tommy si è danneggiata, rendendo impossibile contattarlo. I Power Ranger sono costretti ad affrontare Palladicorn senza il Green Ranger, ma sono subito in grosse difficoltà.

## Il campionato di football
Tommy vuole provare a entrare nella squadra di football del liceo, ma non sa assolutamente come si gioca. Ernie lo aiuta ad allenarsi per le selezioni, ma Tommy non riesce a ottenere buoni risultati ed è molto scoraggiato. Nel frattempo Rita Repulsa invia sulla Terra il mostro Rhinoceriston, che intrappola i Power Ranger in un'altra dimensione in cui è impossibile contattarli. Pur consapevole che i poteri temporanei del Green Ranger stanno ormai per esaurirsi Tommy si vede costretto ad affrontare il mostro da solo.

## I mutanti
Rita Repulsa decide di utilizzare le Monete della Malvagità sui Puttie per trasformarli in mutanti dei Ranger: copie esatte dotate delle loro stesse armi e con tutti i loro poteri. Goldar allena duramente sei Puttie sulla spiaggia per prepararli a diventare Ranger invincibili. Cinque di loro passano la selezione, ma il sesto fallisce miseramente e viene distrutto da Goldar. Dal momento che nessuno dei Puttie è degno di diventare un perfetto Red Ranger Rita ordina a Finster di creare un mostro che possa diventare il leader dei suoi mutanti, Aragostar. Kimberly e Tommy vengono aggrediti nel parco dai mutanti del Pink e del Green Ranger, e vengono miseramente sconfitti perché i loro doppi conoscono alla perfezione tutte le loro mosse e tecniche di combattimento. Per i Power Ranger non sarà facile vincere questa nuova battaglia.

## Scontro sottomarino
Zack è così perdutamente infatuato di Angela che vuole impressionarla regalandole un paio di orecchini di perle per il suo compleanno, ma non riesce a trovare quelli che sono a prezzi per lui accessibili. Rita Repulsa spedisce allora sulla Terra un Puttie sotto mentite spoglie di un vecchietto che regala a Zack un paio di splendide perle. Queste hanno il potere di trasformare tutti in statue di pietra quando Angela le indossa. Tutti i Ranger finiscono vittime dell'incantesimo nel ristorante dove stavano festeggiando; solo Tommy e Zack non erano presenti al momento, e vengono richiamati da Zordon al Centro di Comando, il quale spiega ai due che per salvare gli altri dovranno affrontare e sconfiggere il mostro Ostricotimor, una creatura che vive nelle profondità marine.